# Micropelta
Micropelta is een kevergeslacht uit de familie van de boktorren (Cerambycidae). De wetenschappelijke naam van het geslacht werd voor het eerst geldig gepubliceerd in 1961 door Zajciw.

## Soorten
Micropelta is monotypisch en omvat slechts de volgende soort:
- Micropelta rugosicollis Zajciw, 1961